# موفق باشی جری
موفق باشی جری (انگلیسی: Good Luck Jerry) فیلم هندی کمدی سیاه جنایی هندی-زبان، تولید سال ۲۰۲۲ است که کارگردانی آن را، سیدارت سنگوپتا به عنوان اولین کار خود در بخش سینما، بر عهده داشت. نقش محوری فیلم بر عهده جانوی کاپور است که در کنار او دیپاک دوبریال، میتا واشیشت، نیراج سود، سوراب ساچدوا، سوشانت سینگ و سمتا سودیکشا (Samta Sudiksha) نقش‌های کلیدی را بر عهده دارند. این فیلم در روز ۲۹ ژوئیه ۲۰۲۲، از دیزنی پلاس هات‌استار به نمایش درآمد.